# Isohypsibius barbarae
Espèce
Isohypsibius barbarae est une espèce de tardigrades de la famille des Isohypsibiidae.

## Distribution
Cette espèce est endémique du Viêt Nam.

## Publication originale
- Pilato & Binda, 2002 : Isohypsibius barbarae, a new species of eutardigrade from Vietnam. Bollettino dell'Accademia Gioenia di Scienze Naturali, Catania, vol. 35, p. 637-642.